# 川村妙慶
川村 妙慶(かわむら みょうけい  )は真宗大谷派僧侶。福岡県北九州市門司港出身。池坊短期大学卒業。

## 概要
1歳上の兄(真宗大谷派　兎亀山(ときざん 寺の山号)　西蓮寺住職　北九州市門司区東門司)がいる。
お寺のみならず　カルチャーセンター、和食料理店、喫茶店などでの法話会を実践。
そして、川村妙慶自身が日々思っていることを仏教の視点からブログ「僧侶でアナウンサー川村妙慶の日替わり法話」を毎日更新している。
また、身近に語り合えたらと、川村妙慶主催で2015年12月より「ほっこり問応会」を京町家の和食料理店で会食中心の会を不定期に開催。
レストランでは食事と法話会を開催。
番組のパーソナリティ・ナレーション・司会を務めるアナウンサー。
一般社団法人日本ペンクラブの会員。京都府更生保護女性委員(更生保護女性会)。

## 趣味・特技
- スポーツ(硬式テニス・ソフトボール・ランニング)・手作り
- 華道家元池坊　正教授一級免許

## 出演番組

### テレビ
読売テレビ
- 上沼・高田のクギズケ!（2017年11月19日 2018年3月11日、6月17日、8月12日、9月16日、10月21日、11月25日）
- 紳助の「坊さん駆け込み寺」レギュラー(TBS)
- テレビ寺子屋(テレビ静岡)

　(出演回、第1841回、第1843回、第1914回、第1916回、第1967回、第1969回、第2030回、第2032回、第2109回、第2111回、第2175回、第2177回、第2197回、第2219回、第2221回、第2282回、第2284回、第2326回、第2328回、第2374回、第2376回、第2426回、第2428回)
- ビートたけしのTVタックル(テレビ朝日、2014年6月30日)

NHK BSプレミアム
- 10人のお坊さん(前編)(2022年1月2日7:00-7:59)
- 10人のお坊さん(後編)(2022年1月7日22:00-22:59)

NHK Eテレ
- こころの時代　“凡夫”のまま輝く(2024年1月7日5:00-6:00)(再放送2024年1月13日13:00-14:00)

### ラジオ
KBS京都ラジオ
- 妙慶のROCOCOなひと時(木曜21:00-21:30)
- 川村妙慶のこころまるくなる(水曜20:30-21:00)
- 早川一光のばんざい人間(2015年3月21日ゲスト、5月2日メイン、6月13日メイン、7月11日メイン、8月8日メイン)
- 笑福亭晃瓶のほっかほかラジオ(不定期)

NHKラジオ第2
- こころをよむ(2019年10月6日より毎週日曜6:45-7:25[全13回])

ABCラジオ
- ちょっといい話(2021年7月25日8:00-8:10、10月10日8:00-8:10)

NHKラジオ第1
- ラジオ深夜便(2024年2月16日23:05-2月17日5:00)

　 [明日へのことば] ”ただの人”として悩みに寄り添う(2024年2月17日午前4時台)
- KBS京都ラジオ

・川村妙慶の心が笑顔になるラジオ(土曜8:00-8:30)

## その他
- 現代ビジネス　働く女性のための人生相談
- 毎日新聞「泥の中で咲う」連載
- 産経新聞「明日へのヒント」連載
- 京都光華中学校・高等学校　非常勤講師
- 雑誌「日経ヘルスプルミエ」連載
- 産経新聞「明日へのヒント」連載中
- 京都新聞「暖流」連載中
- 雑誌「ファンケル 元気生活」連載中
- 中日新聞ウエブサイト「達人に聞け」連載中
- 同朋新聞(東本願寺出版)「ミカタガカワル？」
- 月刊「同朋」親鸞万華鏡　インタビュアー
- NHK文化センター京都教室「心が楽になる講座」　現在開催中
- NHK文化センター梅田教室「心が元気になる講座」　2021年9月一時終了
- 読売文化センター北九州教室「心を耕す講座」　2020年9月で終了
- 栄中日文化センター「心を耕す講座」　現在開催中
- 五木寛之氏と対談。月刊「同朋」(東本願寺発行) 特別企画 (2022年7月号)
- NHK文化センター京都教室 親鸞聖人お誕生850年特別講座「人生が変わる 親鸞聖人の言葉」(2023/1/20・3/3・3/31)

## 出版
- 「心の荷物をおろす108の智恵」(講談社)
- 「世界一ほっとする尼さんのいい話」1・2(マガジンハウス)
- 「恋愛駆け込み寺〜恋愛はなぜ、不公平なのか？〜」(主婦と生活)
- 「続 世界一ホッとする尼さんの話 74分法話CD付き」(マガジンハウス)
- 「妙慶さんの小さなお世話」(河出書房新社)
- 「心のしくみがわかる本〜気持ちを整理できないあなたへ」(講談社)
- 「こころが折れそうになったとき読む本」(こう書房)
- 「あなたはあなたでいい」(PHP出版)
- 「妙慶尼流「悩む女」こそ「幸せ」になれる -本当の愛を手にするための仏教の教え」(講談社+α文庫)
- 「心コロコロ介護のこころ」(法研出版) -川村寿法との共著
- 「川村妙慶のこころの法話DVD2枚組 3時間3分収録」(方丈堂出版)
- 「今さら入門　親鸞」(講談社+α文庫)
- 「こんな時親鸞さんなら、こう答える―妙慶尼さんの元気エッセイ「思い込み」を捨てる48のヒント」(教育評論社)
- 「親鸞 「イヤな自分」を克服する本」(三笠書房)
- 「ほっとする親鸞の言葉 」(二玄社)
- 「女の覚悟　ひとり悩むあなたへ贈る言葉」(講談社)
- 「独りじゃないよ」(二玄社)
- 「もしもあなたが、あと1年のいのちだとしたら」(PHP研究所)
- 「大丈夫、なんとなるから。」(KKベストセラーズ)
- 「あなたは、かけがえのない存在なのだから。悩みの数だけ 仏は寄りそう」(東京堂出版)
- 「ホッとひといき川村妙慶のカフェ相談室」(法蔵館)
- 「自分をちょっと休めるコツ」(大和出版)
- 「妙慶さんの怒りがおさまる35のお話」(こう書房)
- 「愛し愛されて生きるための法話」(法藏館)
- 「泥の中から咲く―身と心をほぐす13の智恵」(NHK出版)
- 「親鸞のことば 人生が変わる」(講談社)
- 「いのち輝く365日」(国書刊行会)
- 「泥の中から咲く―身と心をほぐす18の知恵」(NHK出版)
- 「不倫が教えてくれる女と男のルール　揺れる女ごころの悩みに答える本」(こう書房)
- 「持たない暮らしのすすめ―本当の幸せを得るための人生の法則」(海竜社)
- 「仏さまが導く心が楽になる生き方(単行本)」(三笠書房)
- 「人生後半こう生きなはれ」(講談社+α新書)
- 「縁をいきる」NHKラジオ第2 こころをよむ テキスト(NHK出版)
- 「あした元気になあれ」(海竜社)
- 「しあわせを呼ぶ108の智恵」(海竜社)
- 「思い出ごはん」(PHP文芸文庫)[共著]
- [新刊本]「求めない幸せ　1ヵ月で人生を変える31の教え」(中央公論社)